# Chamguava
Chamguava é um género botânico pertencente à família Myrtaceae, da subtribo Myrtinae, criado apenas em 1991 por Leslie R. Landrum do Departamento de Botânica da Universidade do Estado do Arizona. É composto por três espécies nativas da América Central, pertencentes ao chamado complexo de géneros Campomanesia, estando relacionadas com os géneros Pimenta e Blepharocalyx, dos quais se distingue por uma placenta subpeltada (o tecido onde se desenvolvem as sementes é suportada por uma haste que se insere inferiormente), e por inflorescências unifloras com pecíolo curto, unidas em conjuntos semelhantes a umbelas.
O nome deste género botânico pretende homenagear o botânico Rogers McVaugh, que se distinguiu pelos seus estudos sobre as mirtáceas do Novo Mundo. "Chamguava" é quase um anagrama de "McVaugh", se exceptuarmos a existência de dois a's excedentes em "Chamguava".